# Polydictya chantrainei
Polydictya chantrainei är en insektsart som beskrevs av Shinji Nagai och Thierry Porion 2004. Polydictya chantrainei ingår i släktet Polydictya och familjen lyktstritar. Inga underarter finns listade i Catalogue of Life.